# 小美 (香港)
小美（1961年6月3日—），原名梁美薇，香港樂壇資深女填詞人，是香港四大天王之一郭富城的經紀人，小美中學畢業於香港真光中學及大學畢業香港樹仁學院新聞系、畢業後曾於無線電視台任職，當時也是譚詠麟的御用音樂特輯導演。亦有無線電視台「才女」之稱。在第九屆「香港電台十大中文金曲」評選中，小美曾憑寫給羅文的《幾許風雨》獲得「最佳填詞獎」，成為首位獲得此獎的女填詞人，打破了香港填詞界男性壟斷的局面。郭富城成為一線歌手後成立有小美工作室運作成為他的經理人，之前曾為羅文、張國榮、陳百強、譚詠麟、劉德華、張學友、Beyond、 太極樂隊、王傑、李克勤、黃凱芹等寫過多首流傳頗廣的歌。
小美在閒暇時亦會為《蘋果日報》等香港本土傳媒撰文，近期在2013年7月於《蘋果日報》的“周日美言”中發表《友情比酒濃》紀念她與張學友的友情。

## 入行經歷
小美畢業於香港真光中學及香港樹仁學院新聞系。小美讀樹仁時曾以實習身份在商台做過DJ，與林憶蓮同期，亦與同在商台做DJ的麥潔文成為好友。1981年，小美參加《城市民歌創作比賽》，將《Those Were The Days》填上廣東歌詞，成為《半日偷閒輕歌調》參賽，得到舊曲新詞組季軍，同年CBS/Sony為得獎者推出的《香港城市民歌》合輯亦收錄了此曲。
小美曾考慮應徵電視廣播有限公司的新聞部，後來加入了綜藝組的音樂部，由此認識了與她同一天入職的郭富城。小美在TVB做助導及導演時主要負責音樂節目和拍音樂錄影帶，她曾經擔任《Sunday任你點》幕後工作，其後獲升任音樂節目導演，曾為多名歌手拍攝音樂錄影帶。1984年，小美在譚詠麟《誰可改變》音樂錄影帶中做女主角。她隨後亦開始嘗試填詞。1986年，她因为填的罗文《幾許風雨》、张国荣《有誰共鳴》和譚詠麟的《無言感激》而崭露头角，掀起了一陣自傳式歌詞的熱潮。
1993年，小美原本來打算移居外國，適逢郭富城陷入了合約糾紛，同行对手竞争等问题，她為了幫助郭富城而選擇留了下來，其後成立經理人公司「小美工作室」，成為郭富城的獨家經理人，多年來一直協助郭富城發展演藝事業、管理財政及私人事務等。

## 填詞作品列表

### 1984年
- 麥潔文 - 愛跳舞的少女

### 1985年
- 王雅文 - Don't Cry For Me...貝多芬
- 蔡楓華 - 戀之歌

### 1986年
- 何嘉麗 - 請你慢行
- 呂　方 - 雪兒
- 周啟生 - Mr. Lonely
- 林憶蓮 - 長街的一角
- 張國榮 - 有誰共鳴
- 張德蘭 - 奈何失落
- 陳秀雯 - 痴心玩偶
- 陳秀雯 - 千噸誘惑
- 陳慧嫻 - 壞習慣
- 陳潔靈 - 變心真相
- 陳潔靈 - 破夢
- 麥潔文 - 濃粧舞台
- 麥潔文 - 亂
- 蔡國權 - 別這樣傻
- 蔡楓華 - 愛是何價
- 鄺美雲 - 寂寞的風
- 鄺美雲 - 堆積情感
- 羅　文 - 幾許風雨
- 譚詠麟 - 無言感激
- 譚詠麟 - 痴心的廢墟
- 關菊英 - 一串問號

### 1987年
- Raidas - 人海寫真
- 何嘉麗 - 偷偷哭一遍
- 呂　方 - 情感意外
- 李克勤 - 絲絲雨線 (與李克勤合填)
- 李克勤、黃凱芹 - 絕對自我
- 李麗蕊 - Crazy Lady
- 李麗蕊 - 雨夜鄉愁
- 李麗蕊 - 孤獨試一次
- 杜德偉 - 只想留下
- 杜德偉 - 不要重播
- 周啟生 - 獨醉之後
- 林志美 - 夜店歌手
- 林志美 - 心碎以後
- 林姍姍 - 痴心
- 林姍姍 - 想跟你露營
- 林姍姍 - 晴天雨天
- 林憶蓮 - 迷亂
- 林憶蓮 - 純情筆記
- 林憶蓮 - 邂逅
- 林憶蓮 - 夜行人
- 林憶蓮 - 灰色化粧
- 林憶蓮 - 某一個終點
- 梅艷芳 - 無淚之女
- 梅艷芳 - 孤單
- 郭小霖 - 情人身邊
- 郭小霖 - 曲終人散
- 郭小霖 - 畫筆
- 蔣麗萍 - 曾話過
- 陳百強 - 天生一對
- 陳百強 - 痴心眼內藏
- 陳百強 - 揮不去的你
- 陳美玲 - 心的腳印
- 陳慧嫻 - 天意
- 陳慧嫻 - 懶洋洋的下午
- 陳潔靈 - 忘記回望
- 彭健新 - 尋真記
- 黃寶欣 - 黑布衣
- 溫兆倫 - 午夜行動
- 甄　妮 - 生命的弦
- 劉德華 - 下雨晚上
- 劉德華 - 急凍癡情
- 蔡楓華 - 帶著心碎
- 蔡楓華 - 為何、如何
- 蔡楓華 - 把你留住
- 蔡楓華 - 別再癡
- 鮑翠薇 - 不必說不該
- 鍾鎮濤 - 情深未忘
- 鍾鎮濤 - 小醉仙
- 鄺美雲 - 未曾深愛已無情
- 鄺美雲 - 戀愛專家
- 羅　文 - 曾擁有
- 羅　文 - 心扣心
- 羅　文 - 把握
- 羅嘉良 - 舊名字

### 1988年
- Blue Jeans - 囉囉攣
- 方麗盈 - 傷感雨天
- 吳國敬 - 舊照片
- 呂　方 - 痴心的戀火
- 呂　方 - 喚你千句
- 呂　方 - 不怨一句
- 李克勤 - 不再少年時
- 李克勤 - 愛的過路人
- 杜德偉 - 內心交戰
- 杜德偉 - 跟昨天說再見
- 周美茵 - 誰在意
- 林志美 - 冷戰
- 林志美 - 可會想起我
- 林姍姍 - 出走的清晨
- 林姍姍 - 片段心上人
- 林憶蓮、Blue Jeans - 下雨天
- 草　蜢 - 超時空戀人
- 區瑞強 - 我是我
- 張國榮 - 想你
- 张学友 - 昨夜夢魂中
- 許冠傑 - 我信韻律全能
- 郭小霖 - 分手真相
- 郭小霖 - 觀天的路人
- 陳百強 - 願意再等
- 陳百強 - 冬戀
- 陳慧嫻 - 夜半歌聲
- 陳慧嫻 - 秋色
- 麥潔文 - 兩者之間
- 麥潔文 - 我忍
- 麥潔文 - 周末舞曲
- 黃凱芹 - 青蔥歲月
- 黃寶欣 - 她是誰
- 黃寶欣 - 一見鍾情的意外
- 黃鶯鶯（黃露儀）- 雪在燒（粵語版）
- 葉麗儀 - 陽光歲月
- 雷安娜 - 情盡
- 劉美君 - 明天止步
- 劉美君 - 痴心誤會
- 劉德華 - 獨木橋
- 蔡國權 - 零散驟雨
- 蔡楓華 - 愛的幻覺
- 鄭敬基 - 旭日背後
- 盧冠廷 - 六日戰士
- 盧業瑂 - 全心傳意
- 鄺美雲 - 誰說
- 羅　文 - 寂寞夜
- 羅　文 - 永不遺憾
- 羅明珠 - 新月情懷
- 羅嘉良 - 愛若情深
- 徐小鳳 - 冷得真的可怕

### 1989年
- Beyond - 真的愛你
- Blue Jeans - 人到無求
- Echo - 想念
- 呂　方 - 始終愛你
- 李克勤 - 心上人
- 李克勤 - 九月中的陌生人
- 周啟生 - 不顧一切
- 周啟生 - 習慣與你一起
- 林憶蓮 - 別再靠緊我
- 張國榮 - 由零開始
- 张学友 - 夕陽醉了
- 張麗瑾、鄭丹瑞 - 留給最愛的說話
- 許冠傑 - 未肯放棄
- 許冠傑 - 仍是要走
- 許冠傑 - 成日記住笑
- 陳松齡 - 爭取入夢兒
- 麥偉豪 - 火般的情人
- 曾路得 - 寂寞是
- 黃　翊 - 戀愛物語
- 黃寶欣 - 仍是衷心祝福你
- 雷安娜 - 昨日的至愛
- 甄　妮 - 情感高燒
- 蔡楓華 - 新世界
- 蔡齡齡、胡增良 - 兩顆心對話
- 鍾鎮濤 - 人潮內(我像獨行)
- 羅　文 - 落葉季節
- 鄺美雲 - 未了情
- 鄺美雲 - 留下了心事
- 鄺美雲 - 心中有愛
- 鄺美雲 - 無話都是醉
- 關正傑 - 求勝心切
- 徐小鳳 - 抹點愁
- 文佩玲 - 未知天算

### 1990年
- Beyond - 太陽的心
- Blue Jeans - 無聊時候
- Face To Face - 好想給你知
- 吳婉芳 - 灰色盼望
- 吳國敬 - 星的軟禁
- 李克勤 - 沒終止的夜
- 杜德偉 - 心死
- 周美茵 - 絕情面具
- 周美茵 - 夢中情人
- 周慧敏 - 舊情人
- 林姍姍 - 日夕回味
- 林姍姍 - 緣盡於此
- 倫永亮 - 是你
- 倫永亮、梅艷芳 - 心仍是冷
- 徐小鳳 - 串串心事千千結
- 草　蜢 - 心中的歌
- 草　蜢 - 離不開
- 袁志偉 - 十數日
- 張立基 - 捨不得你
- 麥潔文 - 總是無緣
- 彭家麗 - 看月亮的肖像
- 黃　翊 - 愛是從來無盡頭
- 黃　翊 - 心窗的曙光
- 劉祖兒 - 永遠愛你
- 劉德華 - 若然
- 劉德華 - 城市獵人
- 鄺美雲 - 何必來得太晚 (曲、詞)
- 鄺美雲 - 軟軟的心
- 鍾鎮濤 - 不死鳥

### 1991年
- Beyond - 不再猶豫
- 呂　方 - 情未了，夢未完
- 李克勤 - 一生掛念妳
- 杜德偉 - 其實我不想放棄
- 杜德偉 - 嗨! Brother
- 沈殿霞 - 光輝的挑戰
- 周慧敏 - 痴戀
- 林子祥 - 懷念這深深一吻
- 林憶蓮 - 微涼
- 東華三院院歌 - 千顆心共行
- 倫永亮 - 冬夢人
- 許志安 - 等了又等
- 陈百强 - 心痛
- 溫兆倫 - 不要離開我
- 劉小慧 - 兩心依然走近
- 劉小慧、李克勤 - 如果這生
- 劉德華 - 夜了，好嗎？！
- 劉德華 - 若我哭泣(曲、詞)
- 劉德華 - 一起走過的日子
- 劉德華 - 不死的夢
- 劉德華 - 沒法想下去
- 劉錫明 - 因你傾心醉倒
- 鄭梓浩 - 只因有著妳
- 鄭梓浩、劉玉翠 - 可知我依然等
- 黎　明 - 傾心愛一次
- 黎　明 - 邂逅、偶遇、散步、對望
- 黎明詩 - 流離的愛
- 黎明詩 - 極度難忘
- 鄺美雲 - 別假裝捨不得
- 鄺美雲 - 思想撲火
- 鄺美雲 - 無法解釋的感覺
- 鄺美雲 - 當你擁抱我想哭

### 1992年
- Face To Face - 被禁的緣份
- 王　傑 - 封鎖我一生
- 何婉盈 - 仍是會想你
- 何詠琳 - 最後的晚餐
- 何詠琳 - 想你的下雨天
- 何詠琳、劉德華 - 心中愛你口難言
- 何寶生 - 醉吧！醉吧！
- 李克勤 - 只想您會意
- 李克勤 - 情難再
- 李克勤、關淑怡 - 依然相愛
- 李樂詩 - 你快樂嗎
- 杜德偉 - 准我
- 周慧敏 - 情本在意
- 倫永亮 - 我為你而生
- 張立基 - 等妳的每個夜
- 郭富城 - 霧裡清風
- 郭富城 - 原諒我不懂你的心
- 彭家麗 - 飄...
- 彭家麗、蔣志光 - 無夢的詩
- 曾航生 - 想念你
- 曾航生 - 情感的三角
- 黃寶欣 - 若你必須走
- 溫兆倫 - 想你的晚上
- 溫碧霞 - 海潮
- 溫碧霞、蔡濟文 - 曾經愛過
- 劉小慧 - 驚夢
- 劉德華 - 只因一個你
- 劉德華 - 忘我精神
- 劉錫明 - 重拾未了緣
- 蔡興麟 - 情感怎分對錯
- 蔡興麟、彭家麗 - 現代愛情啟示錄
- 黎　明 - 因你在此
- 黎明詩 - I Love You
- 黎瑞恩 - 微夢
- 鍾鎮濤 - 請你留夢裡
- 鄺美雲 - 與龍共舞
- 鄺美雲 - 你永遠不會懂（粵）
- 鄭伊健 - 只想一個她
- 譚詠麟 - 愛．極愛
- 譚詠麟 - 離不開的心

### 1993年
- 王　傑 - 街燈
- 王　傑 - 過路人
- 吳國敬、莫文蔚 - 觸電
- 呂　方 - 承受
- 李克勤 - 一生想您
- 杜德偉 - 准我再一次
- 莫文蔚 - 下雨的日子
- 郭富城 - 我的愛人
- 郭富城 - 其實我真的愛妳
- 郭富城 - 留下句號的面容
- 郭富城 - 親近多一次
- 陳雅倫 - 夢裡人
- 曾航生 - 情之最真
- 彭　羚 - 等你回來
- 湯寶如 - 情路中
- 葉蘊儀 - 離別你再次上路
- 葉蘊儀 - Waiting For Your Promise
- 劉德華 - 該走的時候
- 黎　明 - 告別浪漫
- 黎　姿 - 跟我一世熱戀
- 黎瑞恩 - 我是不是真的戀愛了
- 鍾鎮濤 - 鳥的聯想
- 鄺美雲 - 一生只願愛一次
- 鄺美雲 - 離開都牽掛你
- 羅　文 - 風，敲我窗
- 譚詠麟 - 無名份的結束
- 譚詠麟 - 紅塵歲月
- 蘇永康 - 沒有季節的火花

### 1994年
- 王馨平 - 愛的烏托邦
- 吳奇隆 - 只因愛著妳
- 吳倩蓮 - 失戀的女人
- 吳國敬 - 妳是我心上人
- 李國祥 - 找到最深愛
- 李國祥 - 生命凝聚
- 孫耀威 - 憂鬱夏季
- 海俊傑、戴恩玲 - 一生的一生
- 草　蜢 - 嗲噢
- 草　蜢 - 有緣一起
- 張智霖 - 從未如此坦率過
- 張衛健 - 出賽
- 郭富城 - 為何仍剩我一人
- 郭富城 - 舊傷口
- 郭富城 - 冰山夢美人
- 郭富城 - 沒法再見妳一面
- 郭富城 - 我的心開始有落寞時候
- 郭富城 - 再生亦只等待妳
- 郭富城 - 再生也只等待妳
- 郭富城 - 鐵幕誘惑
- 郭富城 - 痛哭
- 郭富城 - 想你每分鐘
- 郭富城 - 活在樂與怒
- 郭富城 - 天知道我愛你
- 郭富城 - 臨行
- 郭富城 - 吻我吧
- 郭富城 - 改變的使命
- 郭富城 - 千古愁
- 郭富城 - 我的开始在这里
- 郭富城、吳倩蓮 - 驟暖的緣份
- 郭富城、吳倩蓮 - 在我生命中有了妳
- 陳雅倫 - 是你讓我愛得深
- 陳雅倫 - 仍懷念你
- 陳雅倫 - 蜜糖兒
- 鄭伊健 - 仍能情深愛上
- 鄭伊健 - 感激我遇見
- 黎　姿 - 因你真正活過
- 羅　文 - 作大
- 譚詠麟 - 獨來獨往
- 蘇永康 - 親您
- 蘇永康 - 清心明月照

### 1995年
- 吳國敬 - 等你的我
- 吳國敬 - 命運玩家
- 李樂詩 - 折翼天使
- 張智霖 - 我願知道你開心
- 梁朝偉 - 最珍惜仍然是你
- 郭富城 - 妳是我的一切
- 郭富城 - 純真傳說
- 郭富城 - 天地不容
- 郭富城 - 小城故事Budali
- 郭富城 - 风不息
- 郭富城 - 当我知道你们相爱
- 郭富城 - 失憶(諒解)備忘錄
- 郭富城 - 敬啟者之愛是全奉獻
- 郭富城 - 如果下半生
- 郭富城 - 聲音
- 郭富城 - 失憶(諒解)備忘錄（國）
- 郭富城 - 青蛙物語(上集)
- 鄭伊健 - 願世界和平
- 羅敏莊 - 不必一世愛著你
- 蘇永康 - 最深刻的愛
- 蘇有朋 - 寧願一個人

### 1996年
- 王　傑 - 愛情重傷
- 王　傑 - 嚮往
- 吳奇隆 - 愛你無明天
- 郭富城 - Goodbye Valentine
- 郭富城 - 牽腸掛肚
- 郭富城 - 感動
- 郭富城 - 忘不了
- 郭富城 - 時光
- 郭富城 - 極度哀艷的晚上（記風雲一夜）
- 郭富城 - 聽風的歌
- 郭富城 - 國王的新歌
- 郭富城 - 只因擁有妳
- 郭富城 - 不能忘掉妳
- 陳山 - 重傷
- 蔡安蕎 - 惟有我（一個人）

### 1997年
- Zen - 陋巷
- 郭富城 - 愛的呼喚
- 郭富城 - 複製靈魂
- 郭富城 - 是最好人生
- 郭富城 - 在懷念妳(還需勇氣)
- 郭富城 - 愛的呼喚（國）
- 郭富城 - 唱這歌
- 郭富城 - 戰場上的快樂聖誕
- 郭富城 - I Love You So 太愛妳
- 郭富城 - 神經
- 郭富城 - 多得妳
- 郭富城 - 愛的發熱網
- 郭富城 - 唱這歌 [精彩新一代]
- 郭富城 - I Love You So 太愛妳（國語版）
- 黎瑞恩 - 完全的快樂
- 鄭秀文 - 關心
- 蘇永康 - 愛極甜

### 1998年
- 胡諾言 - 我的世界盛事
- 郭富城 - 風裏密碼
- 郭富城 - 驚變
- 郭富城 - 戀愛態度1998
- 郭富城 - 可愛
- 郭富城 - 心上有人
- 郭富城 - 如果妳認真過
- 郭富城 - 不敢相信愛
- 郭富城 - 柏拉圖之戀
- 郭富城 - 無夢英雄
- 郭富城 - 留言信箱
- 郭富城 - 驚變（國）
- 郭富城 - 一變傾城
- 郭富城 - 這夜心情
- 郭富城 - 木偶襲地球
- 郭富城 - 愛的禱告
- 郭富城 - 高漲
- 郭富城 - 只愛妳
- 郭富城 - 大意
- 郭富城 - 好想說聲謝謝你
- 郭富城 - 藍色魅力
- 溫拿 - 夫復何求

### 1999年
- 郭富城 - 渴望無限 Ask For More
- 郭富城 - 忘記你忘記了我
- 郭富城 - 遊園驚夢
- 郭富城 - Summer Aloha
- 郭富城 - 戀愛時間
- 郭富城 - 一舞訂情
- 郭富城 - 愛情基本法
- 郭富城 - 一晚
- 郭富城 - 愛下去
- 郭富城 - 未了解
- 郭富城 - 完全是你
- 郭富城 - 遊園驚夢（國）
- 郭富城 - 新的喝采
- 郭富城 - 創舉
- 郭富城 - 誰能代替妳
- 許志安、蘇永康 - 活著就是精彩

### 2000年
- 郭富城 - 動起來
- 郭富城 - 地獄天堂（戀愛態度2002）
- 郭富城 - 著迷
- 郭富城 - 瓦解
- 郭富城 - 盛世最強
- 郭富城 - 戀自由
- 郭富城 - 羡慕我
- 郭富城 - 苦戀視線
- 郭富城 - 你是未來
- 郭富城 - 言謝春風

### 2001年
- 郭富城 - 活得好
- 郭富城 - 福氣
- 郭富城 - 不尋常
- 郭富城 - 可能不能
- 郭富城 - 愈愛愈好
- 郭富城 - 活得好（國）
- 郭富城 - 不尋常（國）
- 郭富城 - 被愛
- 郭富城 - 真心女人
- 郭富城 - 是我
- 郭富城 - 情人跳舞

### 2002年
- 郭富城 - 愛．情大舞台
- 郭富城 - 人間天堂
- 郭富城 - 愛．情大舞台（國）
- 郭富城 - 爆烈旋風（國）
- 郭富城 - 人間天堂（國）

### 2003年
- 郭富城 - 錯愛的呼喚
- 郭富城 - 微涼之後
- 郭富城 - 殺手23

### 2004年
- 江華、麥潔文 - 痴心有幾濃

### 2005年
- 郭富城 - 親愛的
- 郭富城 - 飛
- 郭富城 - I Am Aaron Kwok
- 郭富城 - 三岔口
- 郭富城 - 唱下去
- 郭富城 - 我Buy
- 郭富城 - 三岔口（國）
- 郭富城 - 富城主義
- 郭富城 - 親愛的（國）

### 2006年
- 郭富城 - 銀色公路
- 郭富城 - 親愛的（國）

### 2007年
- 黎明 - 愛的呼喚
- 黎明 - 愛的呼喚（國）
- 郭富城 - 舞林正傳
- 郭富城 - 舞林正傳（國）

### 2009年
- 郭富城 - 聽傲江湖

### 2010年
- 郭富城 - 永遠愛不完
- 郭富城 - 脈搏
- 郭富城 - 一直都在
- 郭富城 - I'm your man
- 郭富城 - 擁有
- 郭富城 - 忘了怎麼
- 郭富城 - 忘了

### 2011年
- 郭富城 - 以歌會舞

### 2013年
- 郭富城 - 天機密語
- 郭富城 - 我一直走

### 2014年
- 郭富城 - 青春敢想

### 2015年
- 张学友 - 赤色壯舉（國）
- 张学友、崔始源 - 赤色壯舉
- 郭富城 - 不老的情歌

### 2016年
- 張學友 - 暗色天堂
- 郭富城 - 就是孫悟空
- 郭富城 - 舞士精神

### 2019年
- 馬浚偉 - 大夢想家

### 2020年
- 郭富城 - 灰色星塵

### 2022年
- 郭富城 - 我們的快樂聖誕

### 2023年
- 郭富城 - 想見便遇見

### 2024年
- 郭富城 - EXIT
- 郭富城 - 您

### 2025年
- 郭富城 - 無名指

## 歌手合作作品
| 位數 | 歌手   | 作品                                                                                 |
| ---- | ------ | ------------------------------------------------------------------------------------ |
| 1    | 郭富城 | 霧裏清風、原諒我不懂你的心                                                           |
| 2    | 劉德華 | 夜了，好嗎？！、若我哭泣、下雨晚上、急凍癡情、一起走過的日子、忘我精神、該走的時候、 |
| 3    | 陳百強 | 冬暖、天生一對、痴心眼內藏、揮不去的你、願意再等                                     |
| 4    | 範例   | 範例                                                                                 |
| 5    | 呂方   | 雪兒、情感意外                                                                       |
| 6    | 麥潔文 | 愛跳舞的少女、濃粧舞台、亂                                                           |
| 7    | 王雅文 | Don't Cry For Me...貝多芬                                                            |
| 8    | 蔡楓華 | 戀之歌、 愛是何價、帶着心碎、(為何、如何)、把你留住、別再癡                          |
| 9    | 何嘉麗 | 請你慢行、偷偷哭一遍                                                                 |
| 10   | 周啟生 | Mr. Lonely                                                                           |
| 11   | 林憶蓮 | 長街的一角                                                                           |
| 12   | 張國榮 | 有誰共鳴                                                                             |
| 13   | 張德蘭 | 奈何失落                                                                             |
| 14   | 陳秀雯 | 痴心玩偶、千噸誘惑                                                                   |
| 15   | 陳慧嫻 | 壞習慣                                                                               |
| 16   | 陳潔靈 | 變心真相、破夢                                                                       |
| 17   | 蔡國權 | 別這樣傻                                                                             |
| 18   | 鄺美雲 | 寂寞的風、堆積情感、未曾深愛已無情、戀愛專家                                         |
| 19   | 羅文   | 幾許風雨、曾擁有、心扣心、把握                                                       |
| 20   | 譚詠麟 | 無言感激、痴心的廢墟、無名份的結果、獨來獨往、紅塵歲月、離不開的心                   |
| 21   | 關菊英 | 一串問號                                                                             |
| 22   | Raidas | 人海寫真                                                                             |
| 23   | 李麗蕊 | Crazy Lady、雨夜鄉愁、孤獨試一次                                                     |
| 範例 | 範例   | 範例                                                                                 |

## 作曲作品列表

### 1995
- 郭富城 - 當我知道你們相愛

### 1996年
- 蔡安蕎 - 意想不到 YA YA YA

## MV
- 譚詠麟 - 誰可改變（1984年）
- 黎明 - 今夜你會不會來（1991年）[5]

## 所获榮誉
- 1986 第九屆十大中文金曲 填詞獎《幾許風雨》
- 1986 第九屆十大中文金曲 填詞獎《無言感激》
- 1986 第九屆十大中文金曲 最佳中文(流行)歌詞獎《幾許風雨》
- 1989 第十二屆十大中文金曲 填詞獎《真的愛你》
- 1990 第十三屆十大中文金曲 填詞獎《夕陽醉了》
- 1991 第十四屆十大中文金曲 填詞獎《一起走過的日子》
- 1994 第十七屆十大中文金曲 填詞獎《鐵幕誘惑》小美/林夕
- 1995 第十八屆十大中文金曲 填詞獎《純真傳說》
- 1995 十大勁歌金曲 最佳歌曲監製獎《純真傳說》雷頌德、小美
- 1997 第二十屆十大中文金曲 填詞獎《愛的呼喚》
- 1997 叱咤樂壇流行榜頒獎典禮 叱咤殿堂十大作詞人
- 1998 第二十一屆十大中文金曲 填詞獎《唱這歌》
- 1999 第二十二屆十大中文金曲 填詞獎《遊園驚夢》
- 1999 第二十二屆十大中文金曲 最佳中文廣告歌曲獎銀獎︰百事可樂—渴望無限Ask For More (J. Jackson、小美)
- 2000 第二十三屆十大中文金曲 填詞獎《著迷》

## 小美工作室旗下藝人
| 男藝人 | 男藝人                       | 男藝人 | 男藝人 |
| ------ | ---------------------------- | ------ | ------ |
| 郭富城 | 張藝興（香港區代理經紀合約） |        |        |